# 根本飛鳥
根本 飛鳥（ねもと あすか、1989年1月17日 ）は、日本の録音技師である。日本映画・テレビ録音協会(J.S.A.)正会員。

## 来歴
多摩美術大学造形表現学部映像演劇学科卒業。同大学在学中から精力的に商業映画や自主制作映画のスタッフとして活動。学生時代の自主制作作品も含めると現在までに150本を超える作品にスタッフとして参加している。
学生時代は監督志望で助監督としての活動が多かったが、その後きっかけがあり録音部に転向。同期には俳優の森岡龍や監督の奥田庸介がいる。

## フィルモグラフィー

### 映画
- 青春墓場 問答無用（2009年）- 助監督・残酷効果
- 青春墓場 明日と一緒に歩くのだ（2010年）- 助監督・録音
- へんげ（2012年）- 助監督・録音
- ヴァージン ふかくこの性を愛すべし（2012年）- 録音
- 青春H セカンドシーズン Wild flower（2012年）- 録音
- 青春H セカンドシーズン ぱぴぃオールドマン（2012年）- 録音
- 聴こえてる、ふりをしただけ（2012年）- 録音
- ニュータウンの青春（2012年）- 助監督・録音
- タコスな夜（2013年）- 録音/整音
- 体温（2013年）- 録音
- +1 プラスワン Vol.4 夜の途中（2013年）- 録音/整音
- 夜の途中（2013年）- 録音/整音
- 讐 ADA 戦慄編/絶望編（2013年）- 録音
- 子宮に沈める（2013年）- 録音
- 戦慄怪奇ファイル コワすぎ!史上最恐の劇場版（2014年）- 録音
- サッドティー（2014年）- 録音/整音
- 故郷の詩（2014年）- 録音応援
- 東京戯曲（2014年）- 録音/整音
- ハッピートイ（2015年）- 録音/整音
- 原宿デニール（2015年）- 録音
- 戦慄怪奇ファイル 超コワすぎ!FILE-01【恐怖降臨!コックリさん】（2015年）- 録音
- 戦慄怪奇ファイル 超コワすぎ!FILE-02【暗黒奇譚!蛇女の怪】（2015年）- 録音/整音
- 女の子よ死体と踊れ（2015年）- 録音
- 鬼談百景（2016年）- 録音
- ドロメ 男子編/女子編（2016年）- 録音
- 知らない、ふたり（2016年）- 録音/整音
- つむぐもの（2016年）- 録音
- クズとブスとゲス（2016年）- 録音
- 退屈な日々にさようならを（2016年）- 録音/整音
- イノセント15（2016年）- 整音
- ファーストアルバム（2017年）- 録音/整音
- 最高の仕打ち（2017年）- 録音/整音
- 退屈な日々にさようならを（2016年）- 録音/整音
- TOKYO CITY GIRL 2016　あなたの記憶を、私はまだ知らない。（2016年）- 録音/整音
- ろくでなし（2017年）- 録音
- 東京喰種トーキョーグール（2017年）- 録音（追撮パートのみ）
- 血を吸う粘土（2017年）- 録音/整音
- 枝葉のこと（2018年）- 録音/整音
- ミスミソウ（2018年）- 録音
- 恋のクレイジーロード（2018年）- 録音/整音/効果
- パンとバスと2度目のハツコイ（2018年）- 録音/整音
- ウィッチ・フウィッチ（2018年）- 整音/MA
- きらきら眼鏡（2018年）- 録音/整音
- 恋のしずく（2018年）- 録音
- こはく（2019年）- 録音 / dialog edit
- 許された子どもたち（2019年）- 録音/整音
- ブレス（2019年）- 録音/整音
- 二人の食卓 短編（2019年）- 録音/整音
- 嫌われたくないからで 短編（2019年）- 録音
- どうしようもない僕のちっぽけな世界は、（2019年）- 録音
- 愛がなんだ（2019年）- 録音/dialog edit
- 血を吸う粘土-派生-（2019年）- 録音
- お嬢ちゃん（2019年）- 録音/サウンドデザイン
- アノコノシタタリ（2019年）- 録音
- ハルカの陶（2019年）- 録音
- 善悪の屑（2019年）- 録音
- 平成最後映画「視線不外交」（2020年）- 録音・整音
- his（2020年）- 録音
- 街の上で（2020年）- 録音
- 恋するけだもの（2020年）- 整音
- あの頃。（2021年）- 録音
- 哀愁しんでれら（2021年）- 録音
- ヤクザと家族 The Family（2021年）- 録音
- 青春18×2 君へと続く道（2024年5月3日公開予定） - 録音

### テレビドラマ
- 乾杯戦士アフターV（2014年）- 録音
- セーラーゾンビ（2014年）- 録音
- ゴーストレート（2015年）- 録音
- 女くどき飯（2015年）- 録音
- 山田孝之の東京都北区赤羽（2015年）- 録音
- 謎解きLIVE 美白島殺人事件（2015年）- 録音
- ミュージアム -序章-（2016年）- 録音/整音
- 謎解きLIVE [四角館の密室]殺人事件（2016年）- 録音
- 謎解きLIVE CATSと聖夜の殺人者 EPSODE2.4（2016年）- 録音
- 謎解きLIVE CATSと蘇ったモリアーティ EPSODE2.5（2016年）- 録音/dialog edit
- 山田孝之のカンヌ映画祭（2017年）- 録音応援
- このマンガがすごい！（2018年）- 録音応援（最終話担当）
- his -恋するつもりなんてなかった-（2020年）- 録音
- 黒蜥蜴-BLACK LIZARD-（2019年）- 録音